# Соль (мифология)

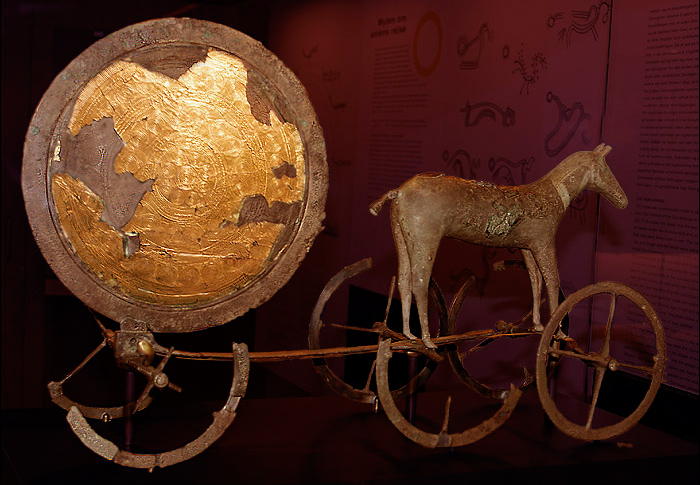
Солнечная повозка — миниатюрное скульптурное изображение эпохи бронзового века (XVIII—XVII вв. до н. э.): повозка с позолоченным солнечным диском (богиней Соль)

Соль, или Сунна, — в скандинавской мифологии персонификация Солнца. Сестра-близнец Мани (персонификации Луны).
Соль освещает мир магическими искрами, вылетающими из Муспельхейма. Согласно пророчеству, она будет проглочена преследующим её волком Сколем (Скёлем) в день Рагнарока.